# نيو ميلفورد (إلينوي)
نيو ميلفورد (بالإنجليزية: New Milford, Illinois)‏ هي منطقة سكنية تقع في الولايات المتحدة في إلينوي. يقدر عدد سكانها بـ 697 نسمة .

## الموقع الجغرافي
الموقع الجغرافي للمناطق المحيطة بهذه النقطة هو كالتالي:

## أعلام
- وليام كورترايت